# Joker (kaartspel)

De joker

De joker is een speciale kaart in een modern stok speelkaarten.
De joker is vaak afgebeeld als een nar. Bij vele kaartspellen zijn twee jokers toegevoegd, waarmee het spelletje jokeren gespeeld kan worden, dat doorgaans met 104 kaarten (2 spellen) en 4 jokers gespeeld wordt. Vaak verschillen de twee bijgevoegde jokers. Zo drukt Bicycle Playing Cards op één joker het bedrijfslogo, zodat de jokers van elkaar zijn te onderscheiden. Ook beelden fabrikanten de jokers af in de kaartkleuren rood en zwart.
De joker ontstond aan het einde van de 19e eeuw. Aangezien de joker in die tijd nog bij weinig kaartspelen werd gebruikt werd deze pas in 1909 in Nederland geïntroduceerd. Niet alle fabrikanten van kaartspellen deden hier in het begin aan mee.
Het woord 'joker' is een leenwoord uit het Engels, waar het 'grappenmaker' of 'nar' betekent. In het Nederlands wordt het uitgesproken als [ˈjoːkər], met een lange 'oo' en een duidelijke 'k'.  

## Gebruik in diverse spellen
- Canasta, jokeren, poker, rami bridge, duizenden: De joker is een wild card en kan dus worden ingezet als een andere kaart.
- Hartenjagen: In sommige varianten wordt de joker gebruikt als strafkaart.

## Trivia

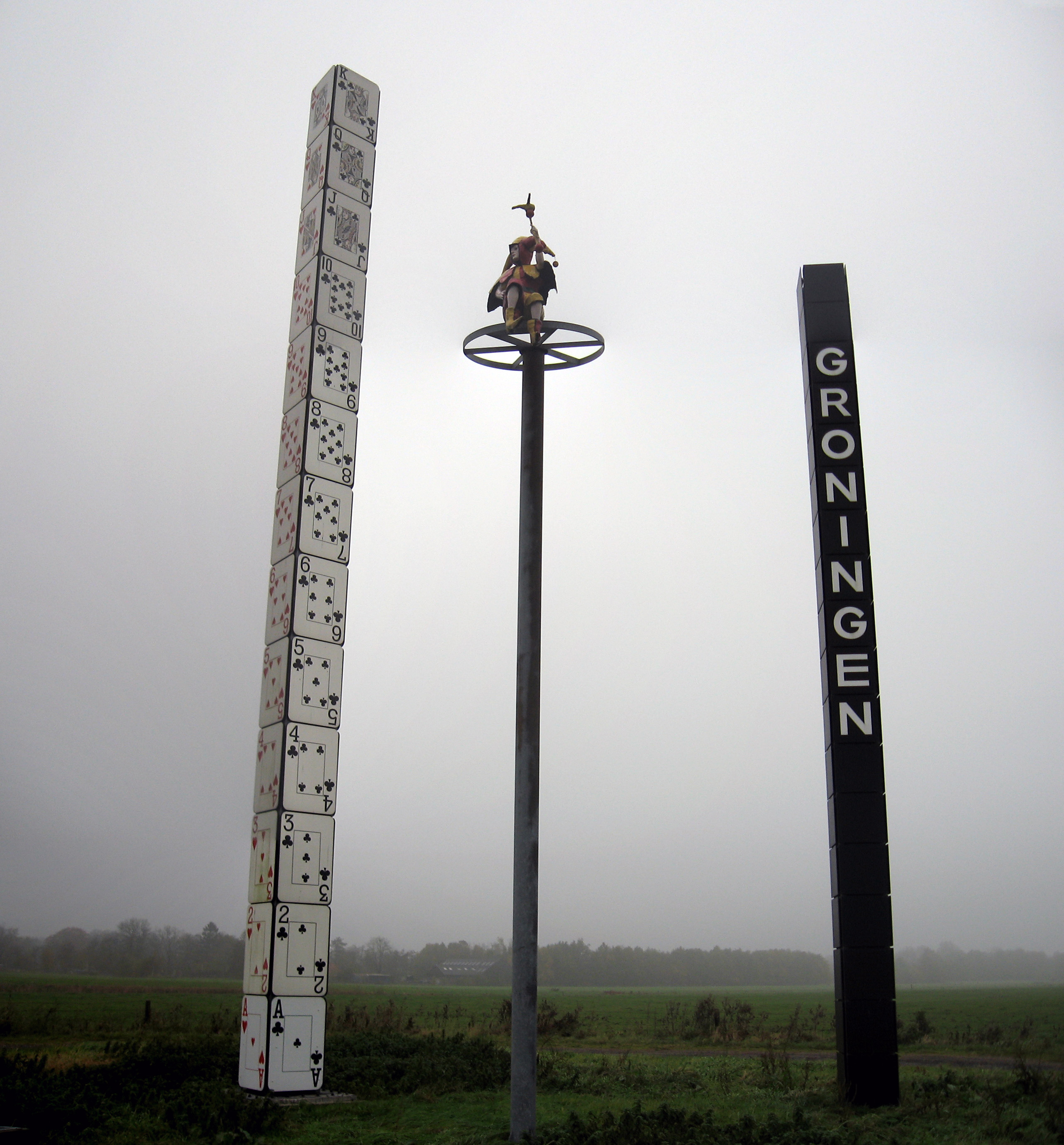
The Tower of Cards, The Tower of Letters, The Joker's Perch, deel van de Stadsmarkering Groningen

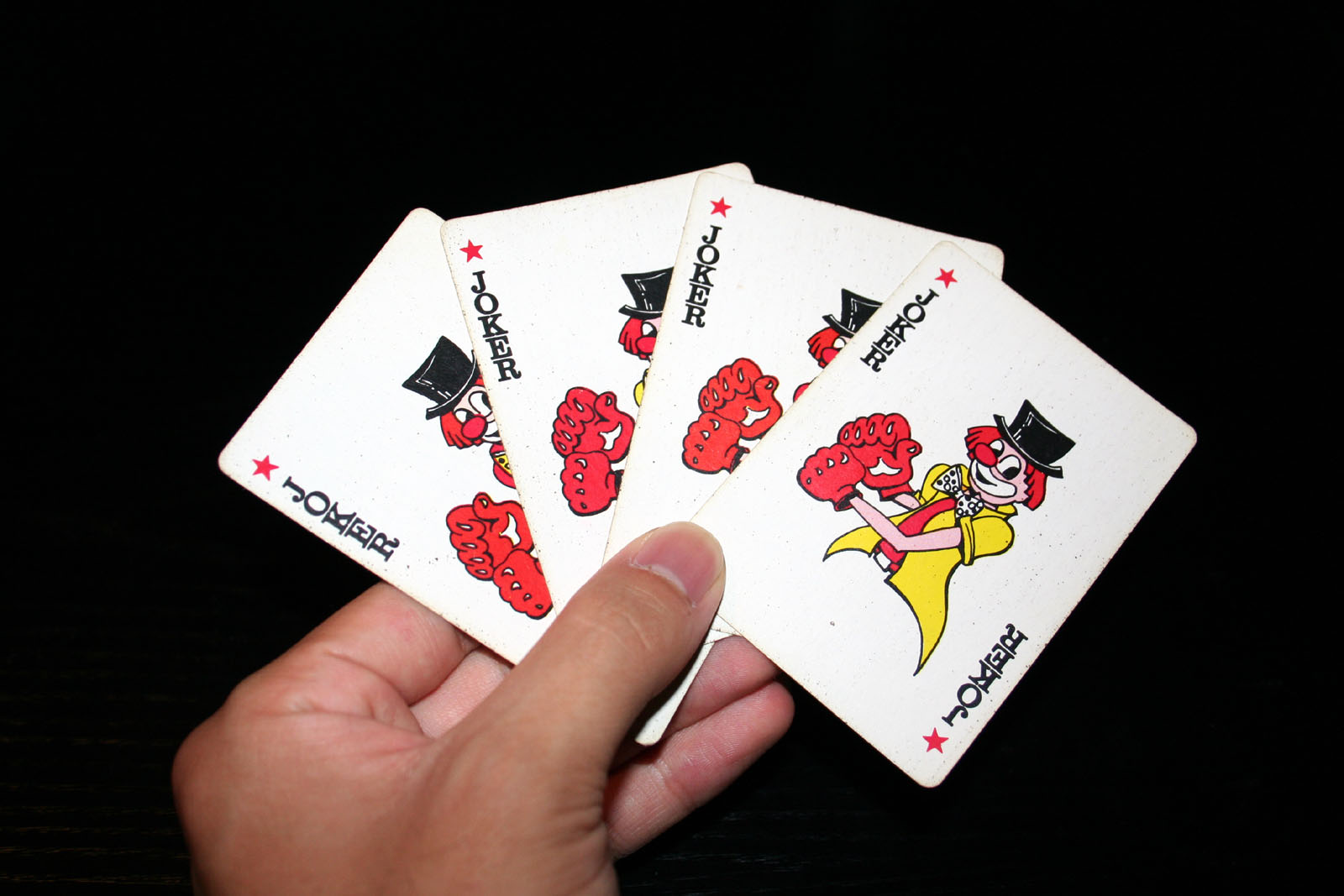
Vier jokers

- De bekendste tegenstander van Batman is een psychotische clown genaamd de Joker.
- Er is een joker afgebeeld op het album Innuendo van Queen.